# Suzuki Swift
Suzuki Swift – samochód osobowy klasy aut miejskich produkowany przez japoński koncern Suzuki od 1983 roku. Od 2024 roku produkowana jest siódma generacja modelu.

## Pierwsza generacja
Suzuki Swift I został zaprezentowany na Yokohama Motor Show w 1983 roku.

### Historia i opis modelu
Swift był pierwszym miejskim modelem Suzuki, który przeznaczony był na tzw. globalne rynki. W czerwcu 1986 Swift przeszedł drobny face lifting przedniej części nadwozia. Model odniósł największy sukces w Japonii oraz w Indiach. Na Starym Kontynencie Swift pierwszej generacji nie odniósł sukcesu. Produkcję zakończono w 1989 roku.

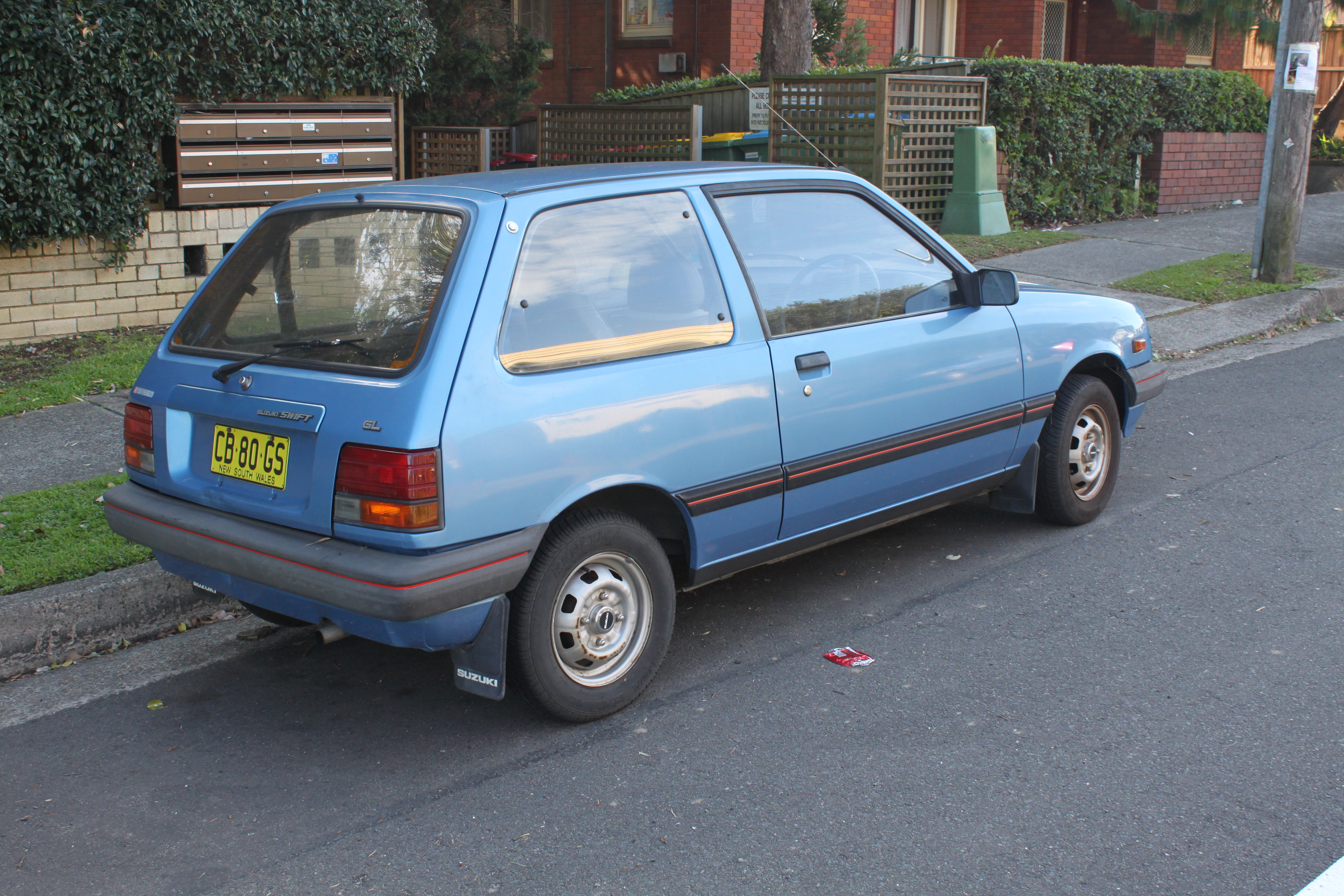
Suzuki Swift I – tył

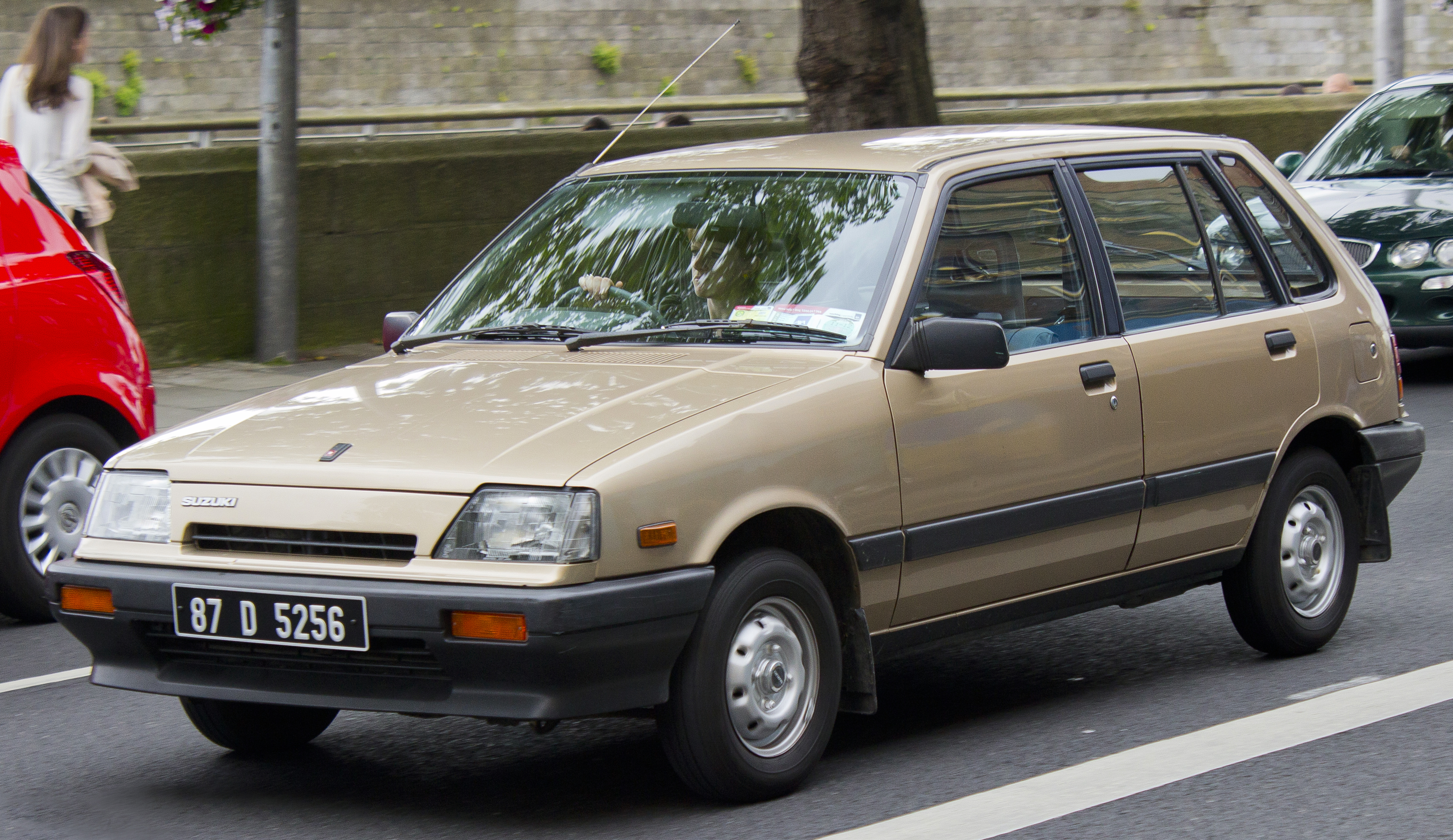
Suzuki Swift I – po liftingu

## Druga generacja
Suzuki Swift II został zaprezentowany w 1989 roku.

### Historia i opis modelu
Swift II oferowany był niemal na całym świecie pod wieloma nazwami. Zdecydowanym plusem Swifta był duży wybór nadwozi – hatchback, sedan a także niezbyt popularny kabriolet sprzedawany w Europie pod nazwą Suzuki Swift 1.3 GS Cabrio. Modele po 1996 roku wyjeżdżały z w fabryki w węgierskim Esztergom. Swift II w dość zmienionej formie oferowany był w USA jako Geo Metro.

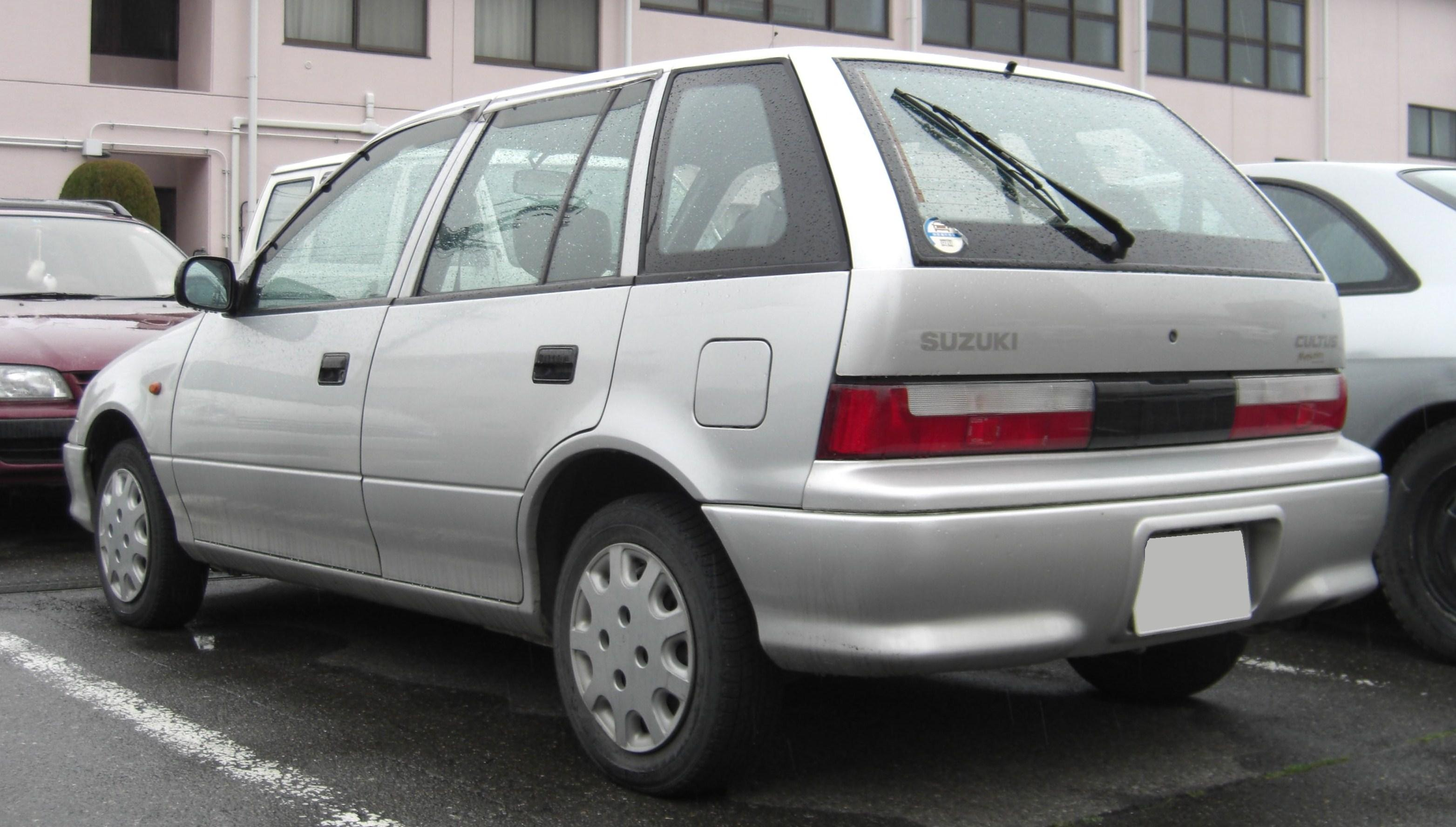
Suzuki Swift II – tył

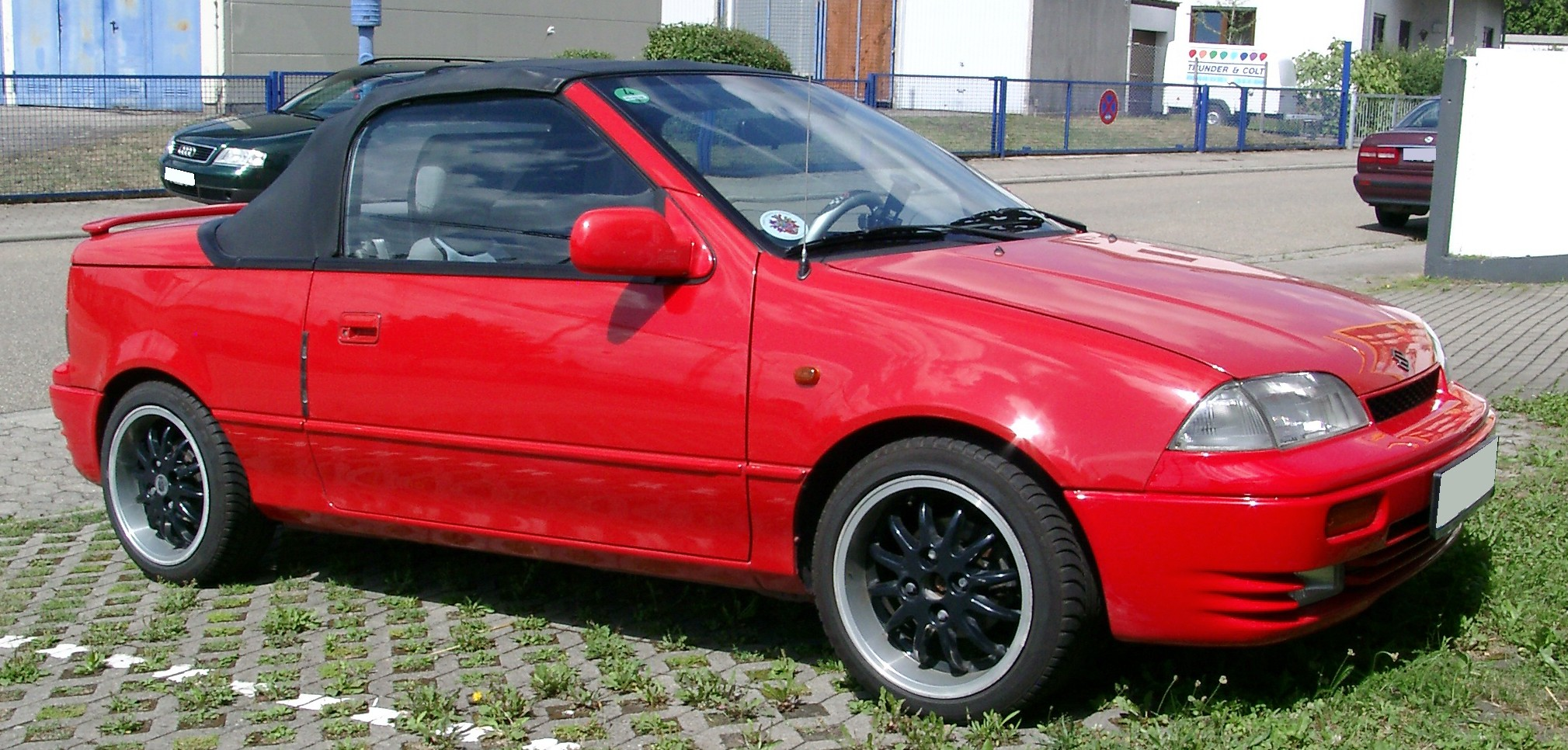
Suzuki Swift II Cabrio

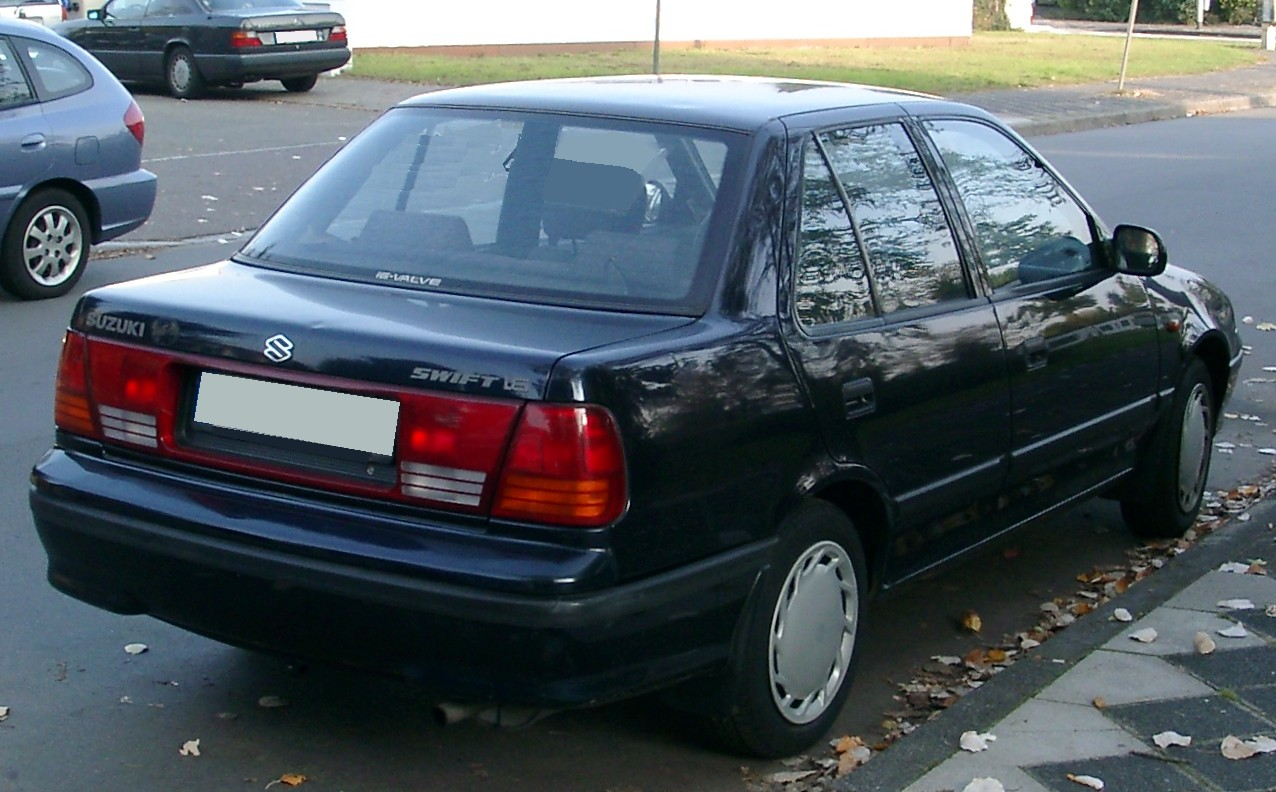
Suzuki Swift II Sedan

## Trzecia generacja
Suzuki Swift III został zaprezentowany w 1996 roku.

### Historia i opis modelu
Względem poprzednika zmieniono zderzaki, wygląd tylnych świateł oraz deskę rozdzielczą. Lifting, polegający na odświeżeniu wyglądu przodu, przeprowadzono w 2000 roku. Model odniósł spory sukces w Indiach, na Węgrzech oraz w Polsce. Sprzedaż trwała aż 8 lat. Decyzję o zakończeniu produkcji wysłużonego modelu Suzuki podjęło w 2004 roku. Rok później zaprezentowano następcę w zupełnie innej formie. Dwa lata dłużej pod nazwą Chevrolet Forsa/Forsa Taxi model produkowano w Ekwadorze oraz w Kolumbii.

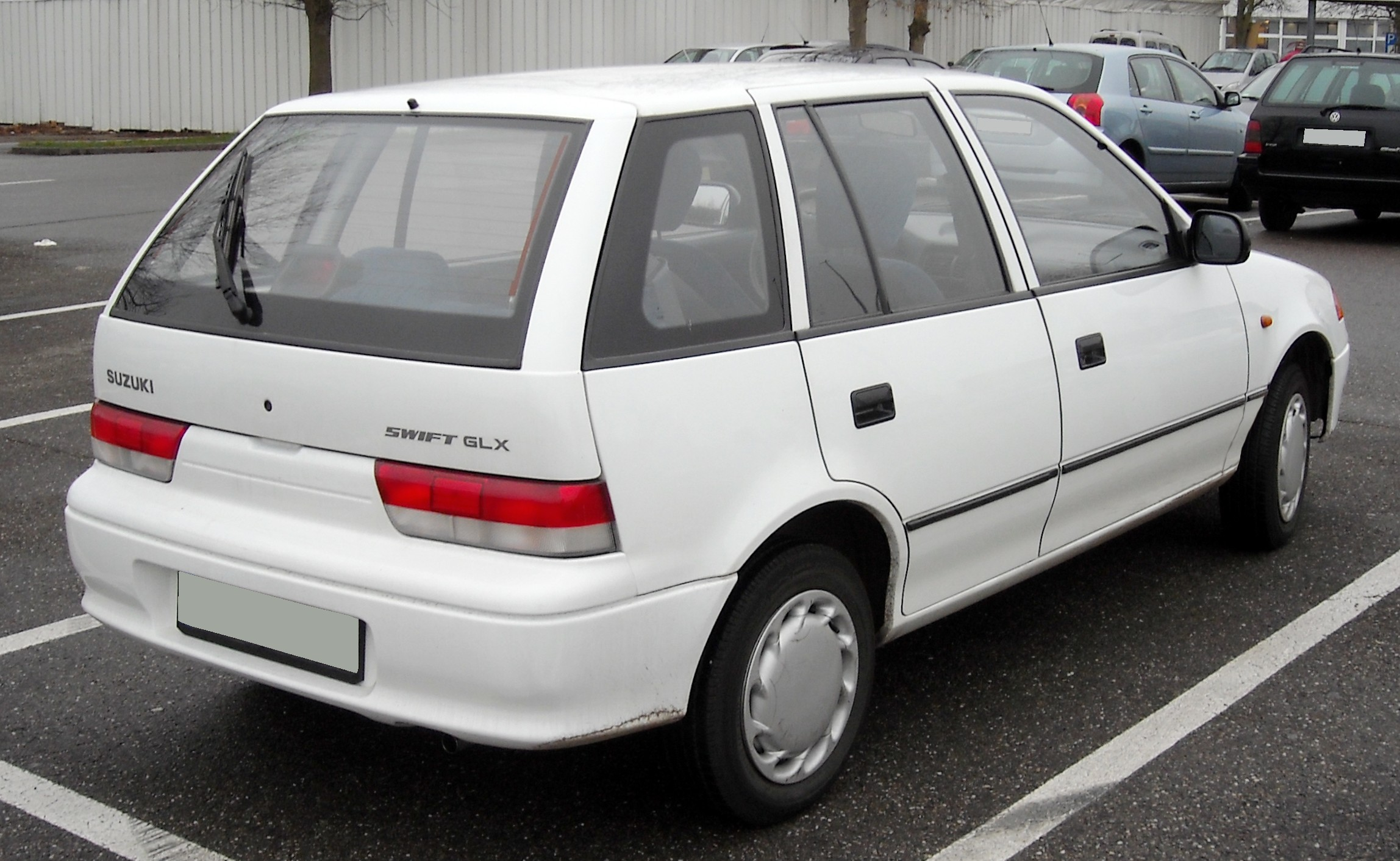
Suzuki Swift III przed liftingiem – tył

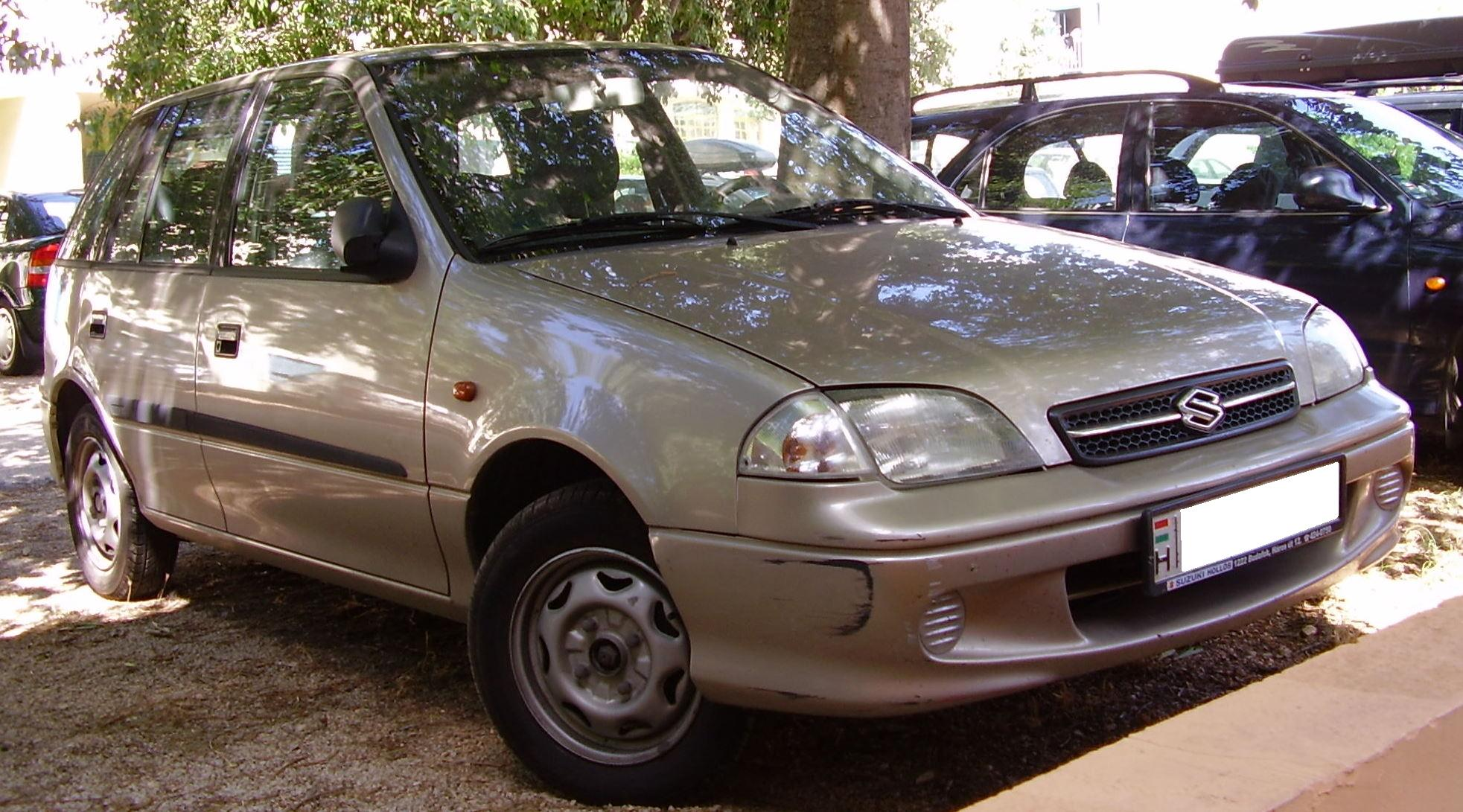
Suzuki Swift po liftingu

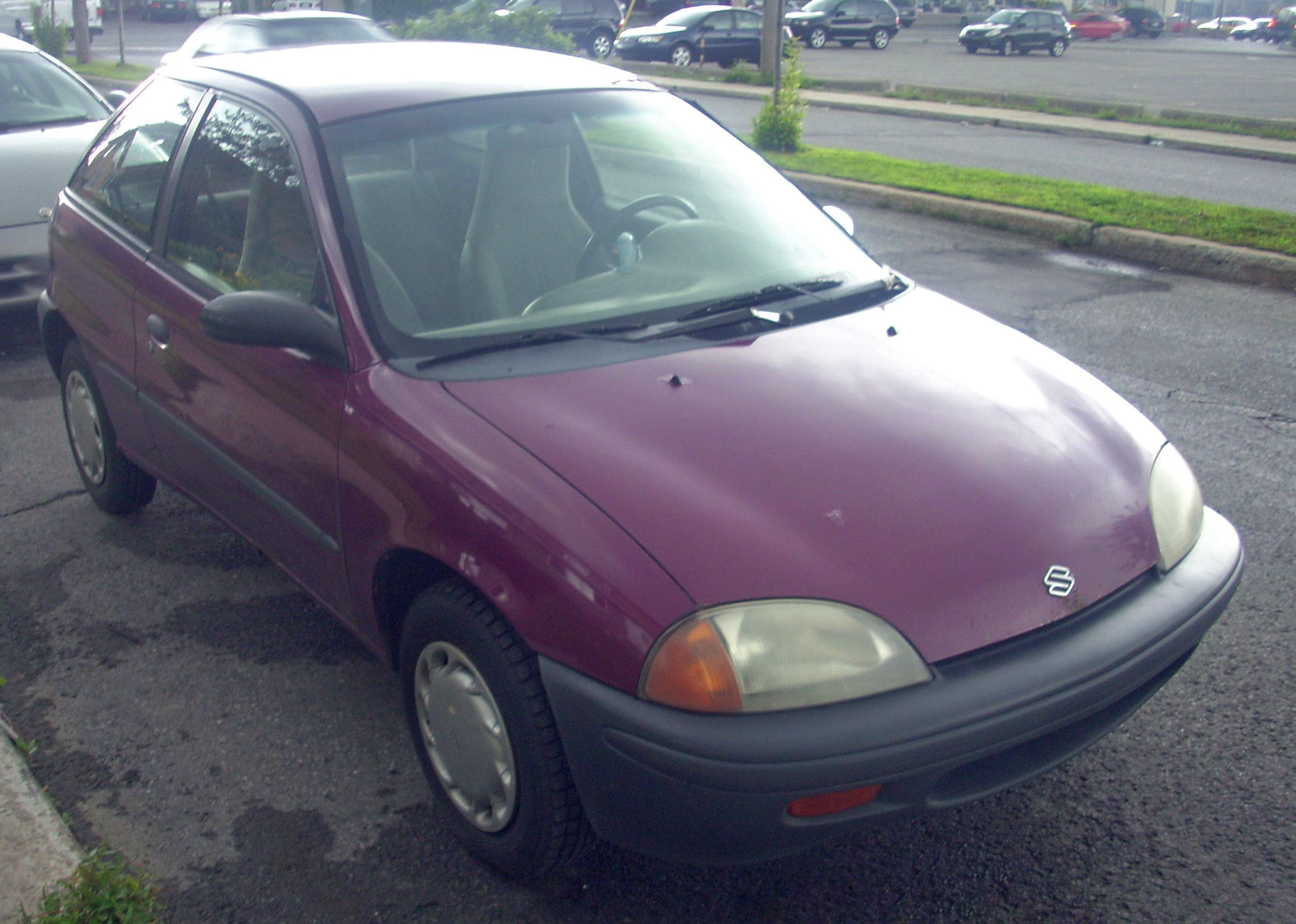
Amerykański Suzuki Swift (szerzej sprzedawany jako Geo Metro)

### Dane techniczne[1][2][3]
|     | Lata produkcji | Układ cylindrów | Pojemność | Moc                             | Maks. moment obrotowy    | Przyspieszenie 0-100km/h | Prędkość maksymalna |
| --- | -------------- | --------------- | --------- | ------------------------------- | ------------------------ | ------------------------ | ------------------- |
| 1.0 | 1996-2003      | R3              | 993cm³    | 53KM (39 kW) przy 5700 obr./min | 76Nm przy 3300 obr./min  | 15,9s                    | 145km/h             |
| 1.3 | 1996-2000      | R4              | 1298cm³   | 68KM (50kW) przy 6000 obr./min  | 99Nm przy 3500 obr./min  | 13,0s                    | 165km/h             |
| 1.3 | 2000-2003      | R4              | 1298cm³   | 84KM (63kW) przy 6000 obr./min  | 106Nm przy 3000 obr./min | b.d.                     | 165km/h             |

## Czwarta generacja
Suzuki Swift IV został zaprezentowany na genewskiej wystawie w 2004 roku.

### Historia i opis modelu
Stylizacja modelu o zupełnie nowej konstrukcji nawiązuje do konceptu Suzuki Swift Concept. Model znacznie zyskał na wysokości. Swift IV jest pierwszym Swiftem, którego skonstruowano z myślą o Europie. Produkcję modelu rozpoczęto początkowo w trzech państwach. W 2006 roku produkcję Swifta rozpoczął koncern Chang’an Motors. W Japonii model był bardziej oryginalną alternatywą dla modelu lokalnego Suzuki Swift o nazwie Suzuki Ignis. Swift otrzymał cztery na pięć możliwych gwiazdek w testach Euro NCAP. Swift oferowany był również w wersji Sport. W 2007 roku zadebiutowała przeznaczona wyłącznie na indyjski rynek odmiana sedan – zwana Dzire. Rok później zaprezentowano wersję po subtelnym liftingu. W jego wyniku delikatnie zmodyfikowano pas przedni oraz zarys tylnych świateł. W 2010 roku zaczęto sprzedaż kolejnej, piątej generacji modelu.

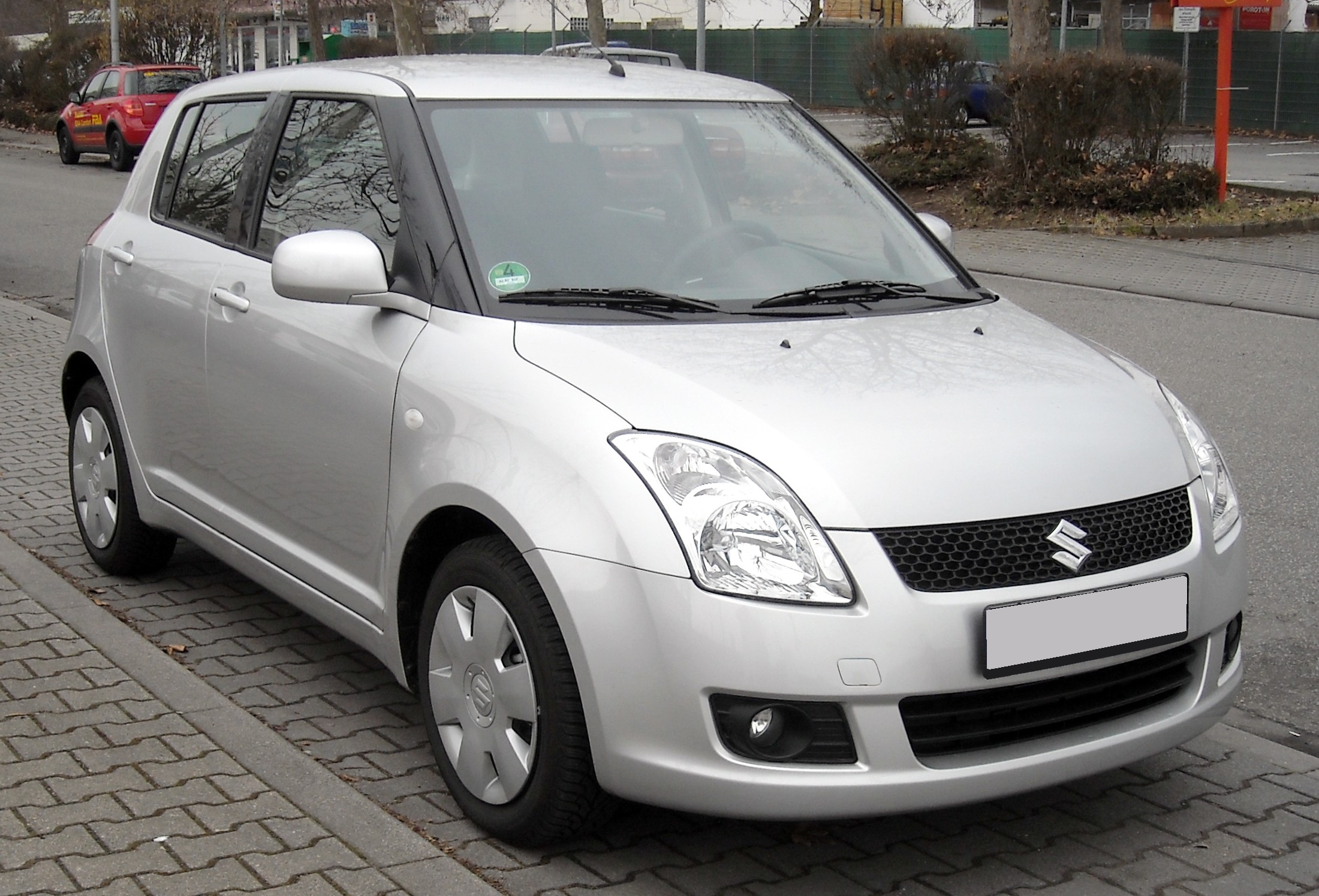
Suzuki Swift IV po liftingu

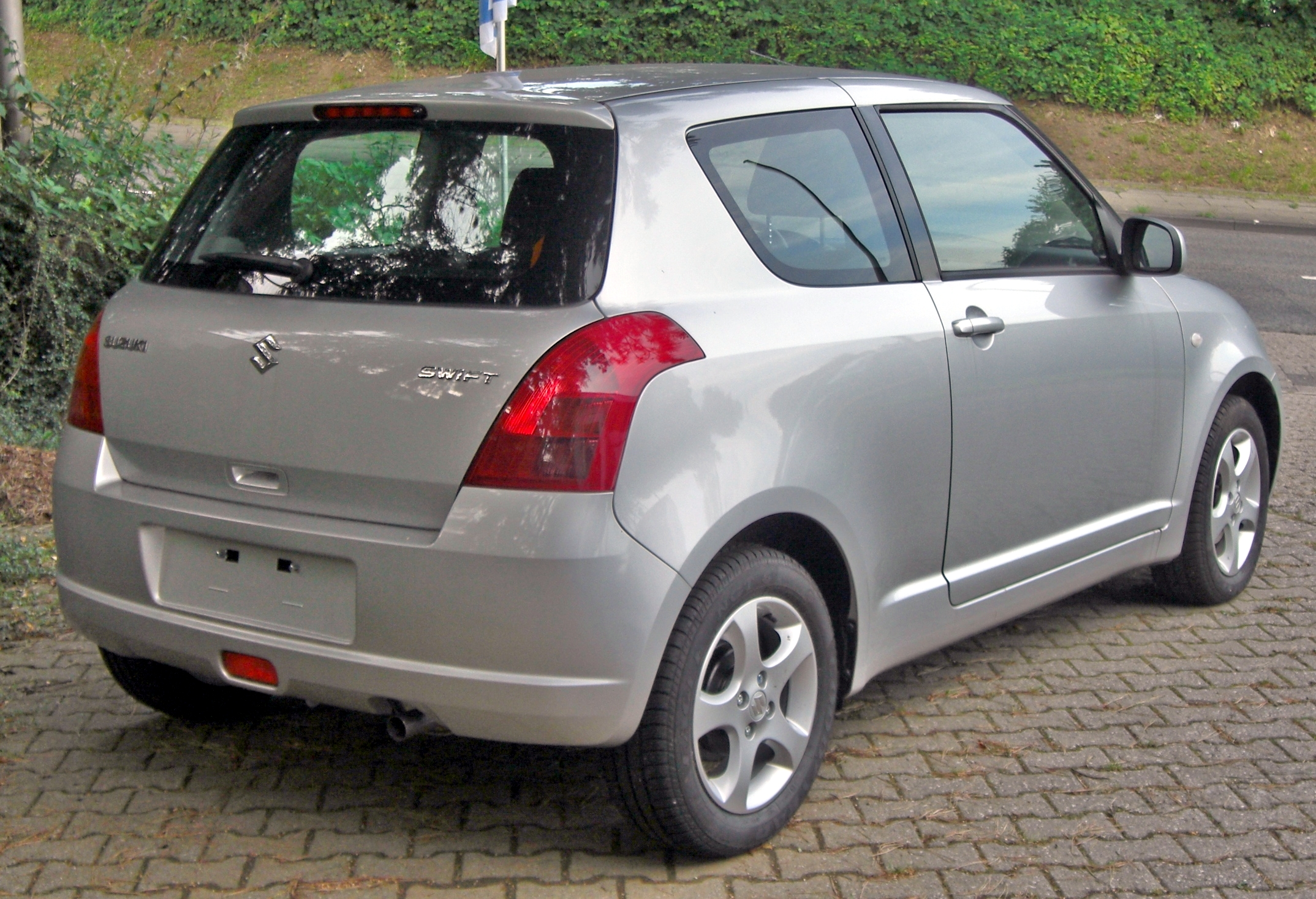
Suzuki Swift IV – tył przed liftingiem

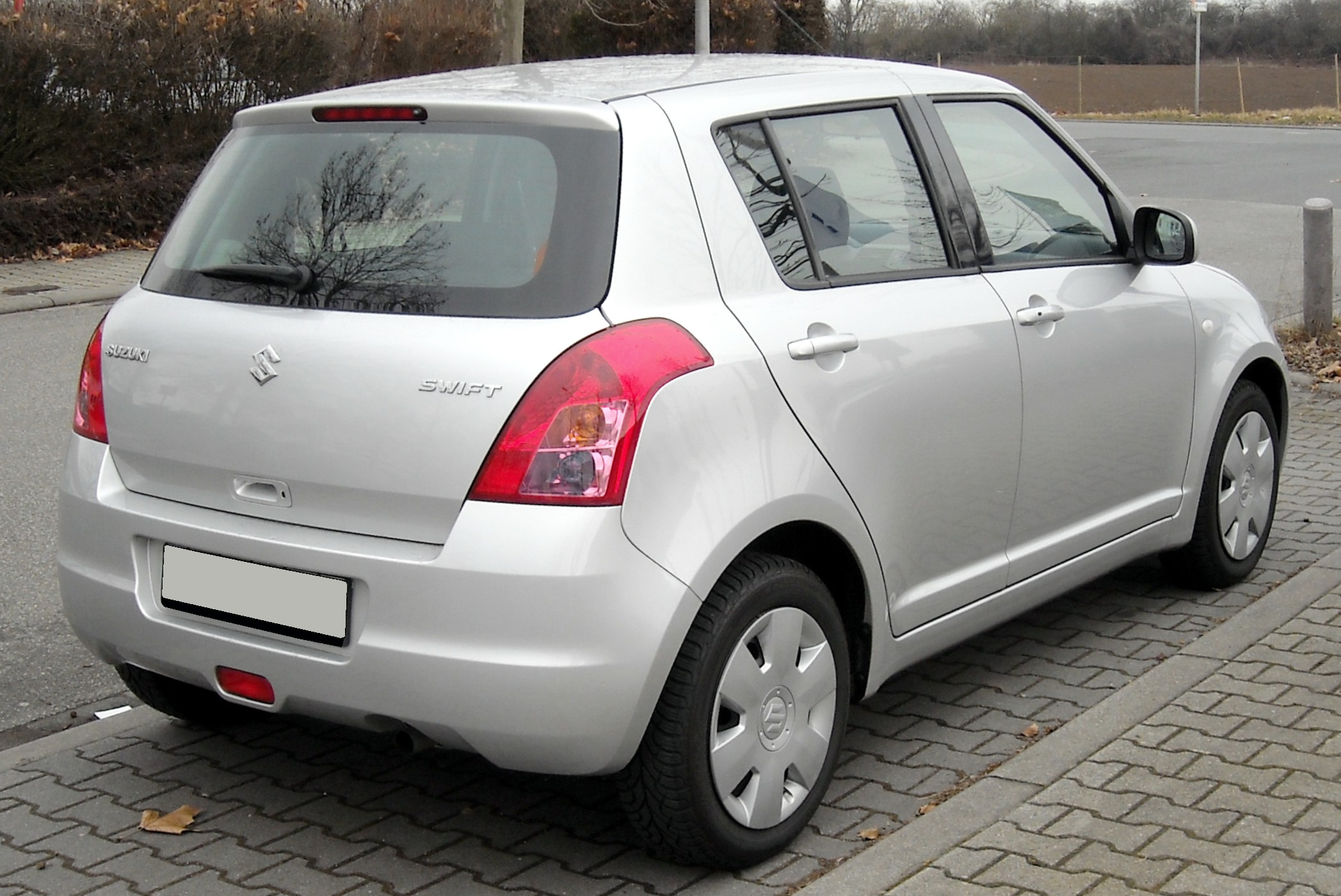
Suzuki Swift IV – tył po liftingu

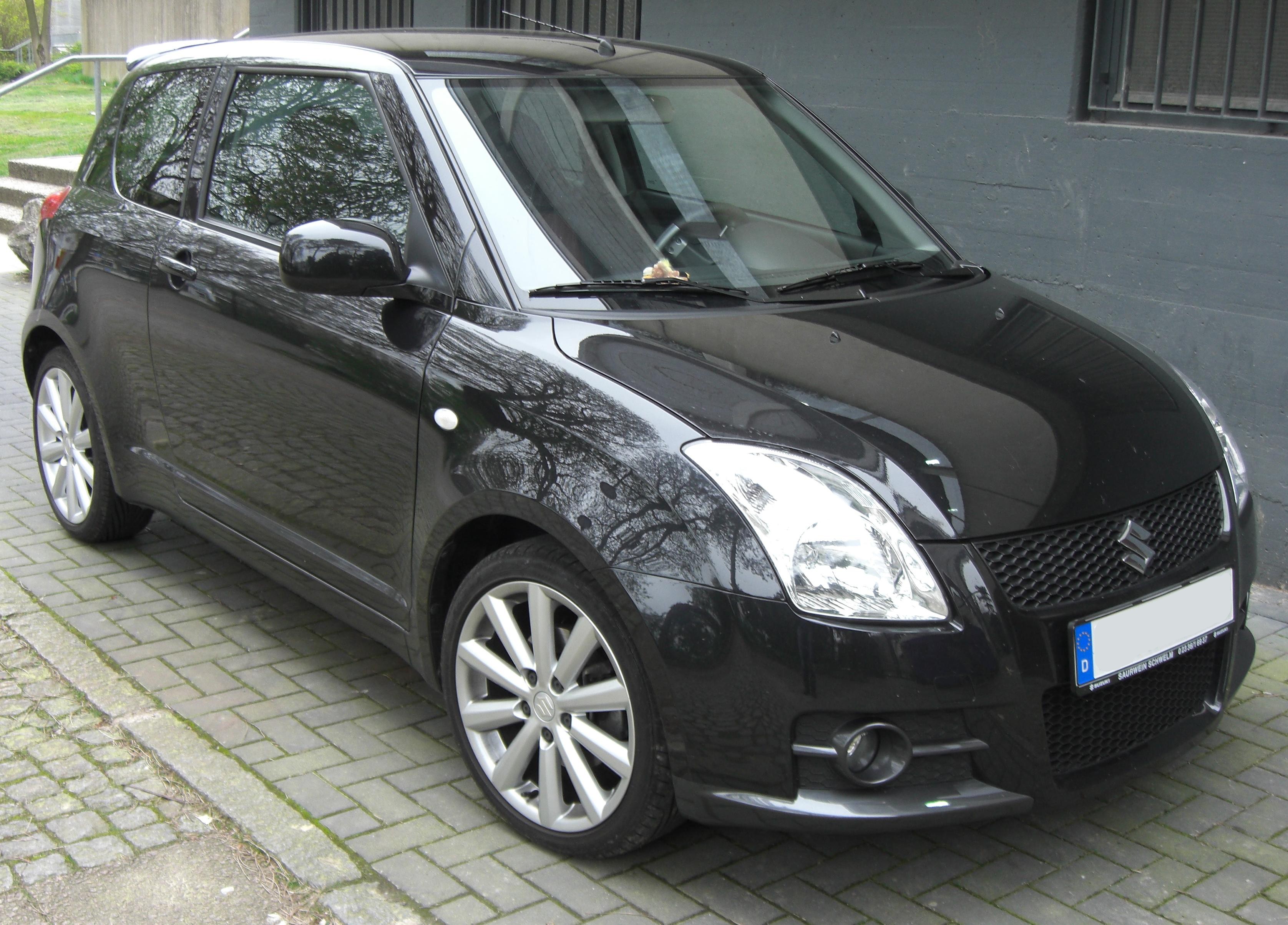
Suzuki Swift IV Sport

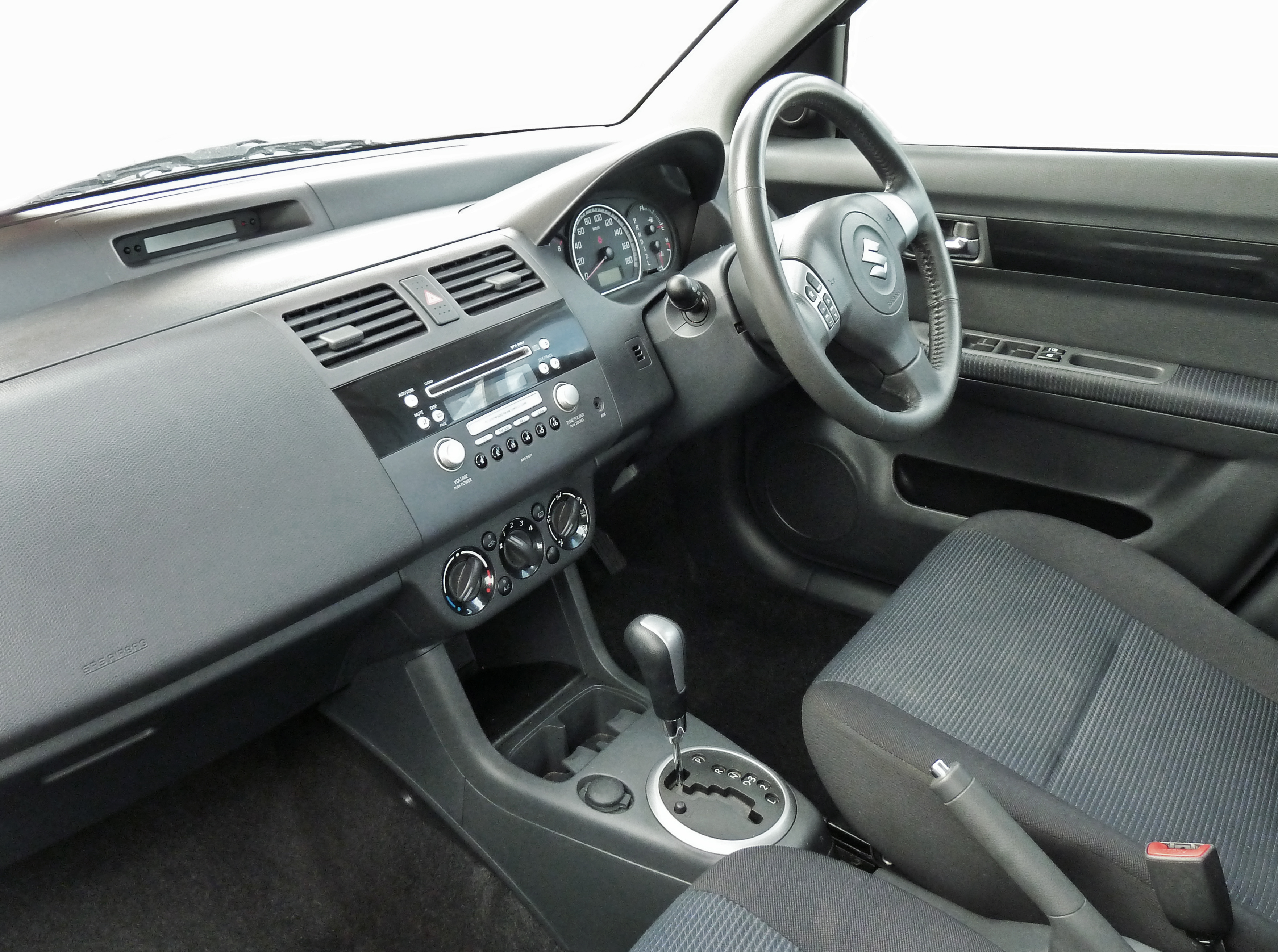
Wnętrze

## Piąta generacja
Suzuki Swift V został zaprezentowany w 2010 roku.

### Historia i opis modelu
Piąta generacja nie różni się bardzo od swojego poprzednika. Posiada nowy pas przedni z innymi reflektorami, atrapą chłodnicy i zderzakiem. Większe zmiany przeprowadzono w tylnej części auta. W piątej generacji Suzuki Swift poprawiono bezpieczeństwo, zużycie paliwa i emisji CO2 do atmosfery oraz wprowadzono nową, lżejszą karoserię.
W 2013 roku producent przeprowadził niewielki lifting auta – odświeżony Swift otrzymał nowe światła do jazdy dziennej wykonane w technologii LED oraz wbudowane w lusterka kierunkowskazy.

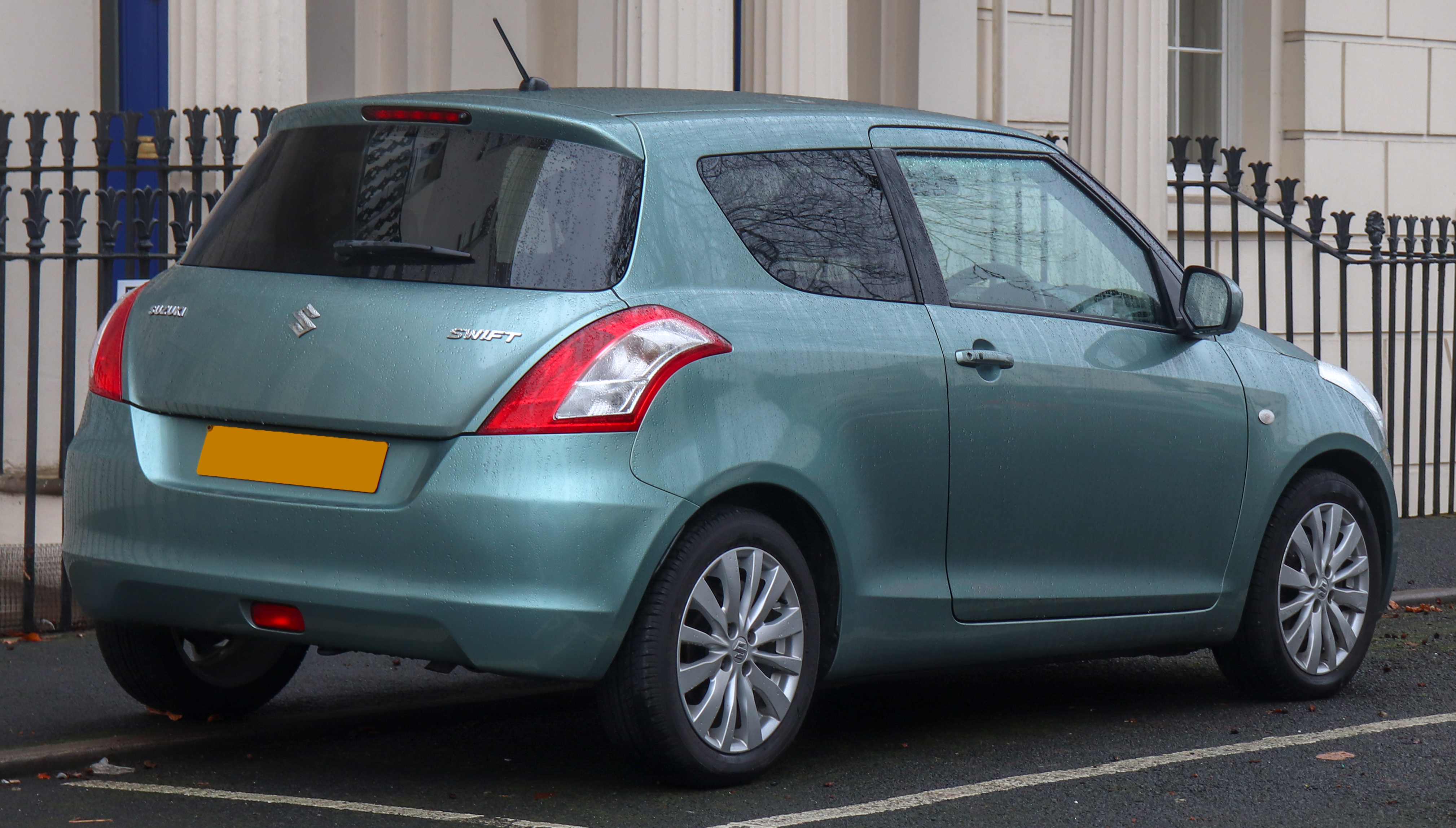
Suzuki Swift V przed liftingiem – tył

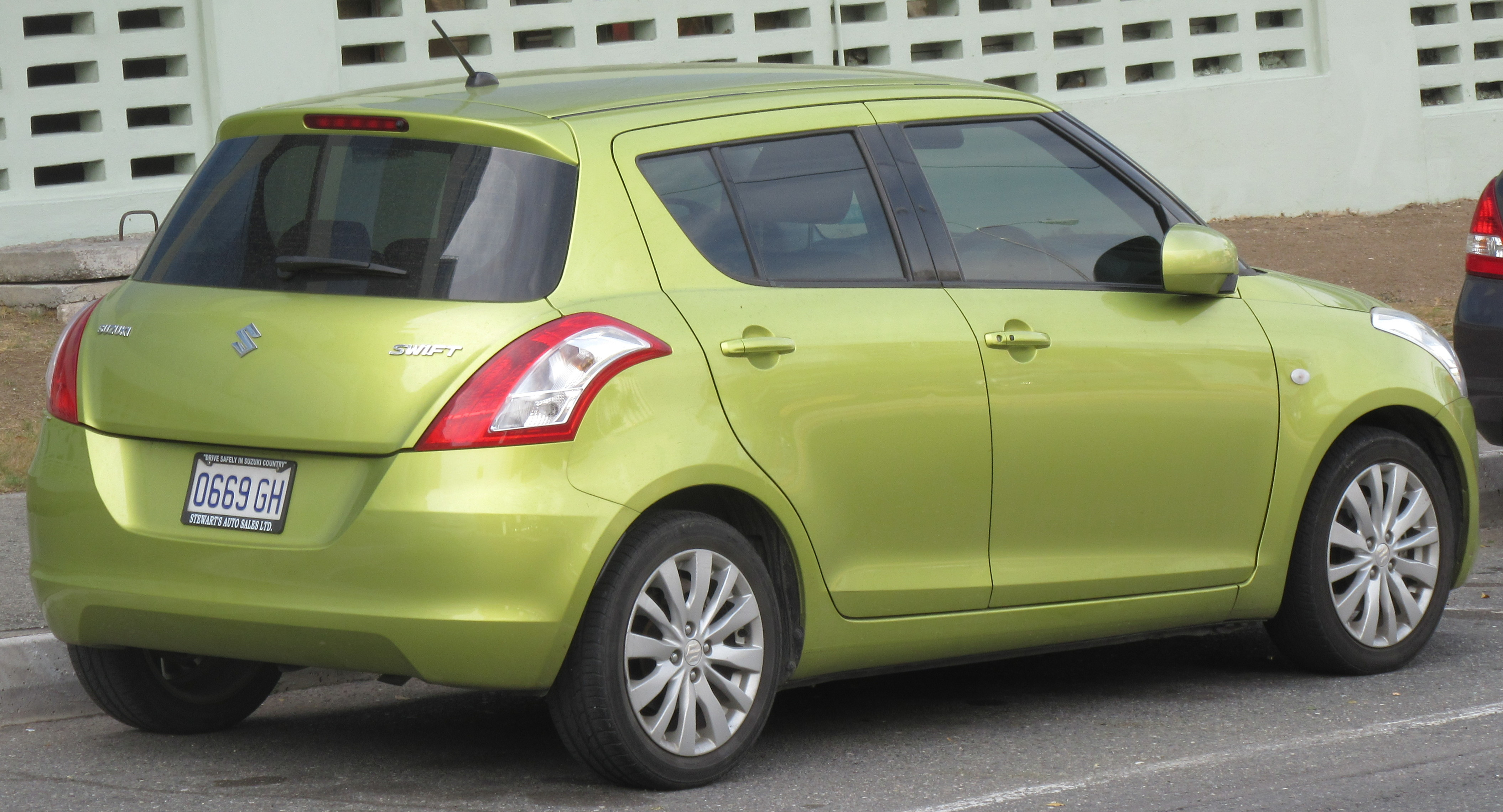
5-drzwiowe Suzuki Swift V przed liftingiem – tył

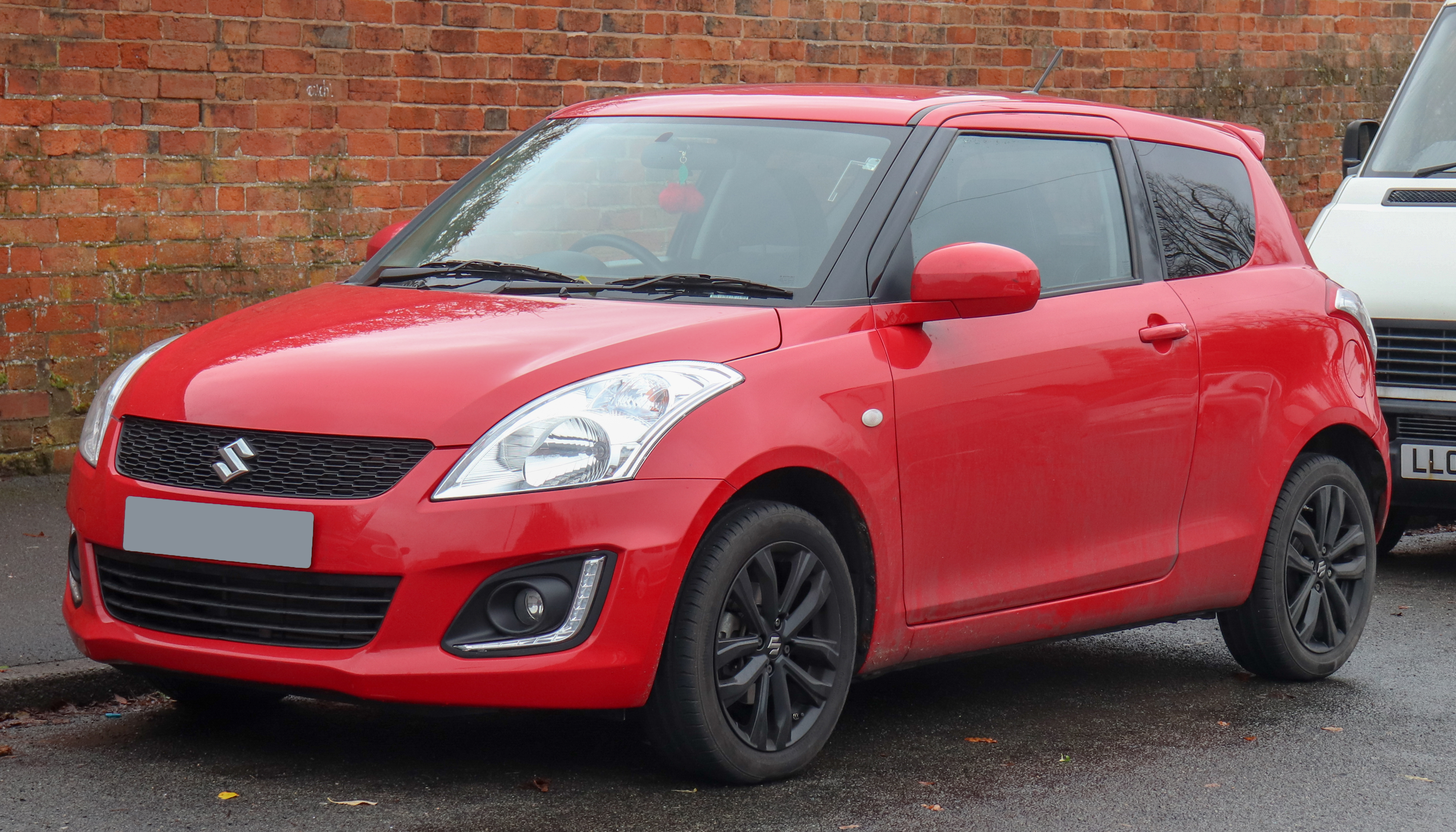
Suzuki Swift V po liftingu

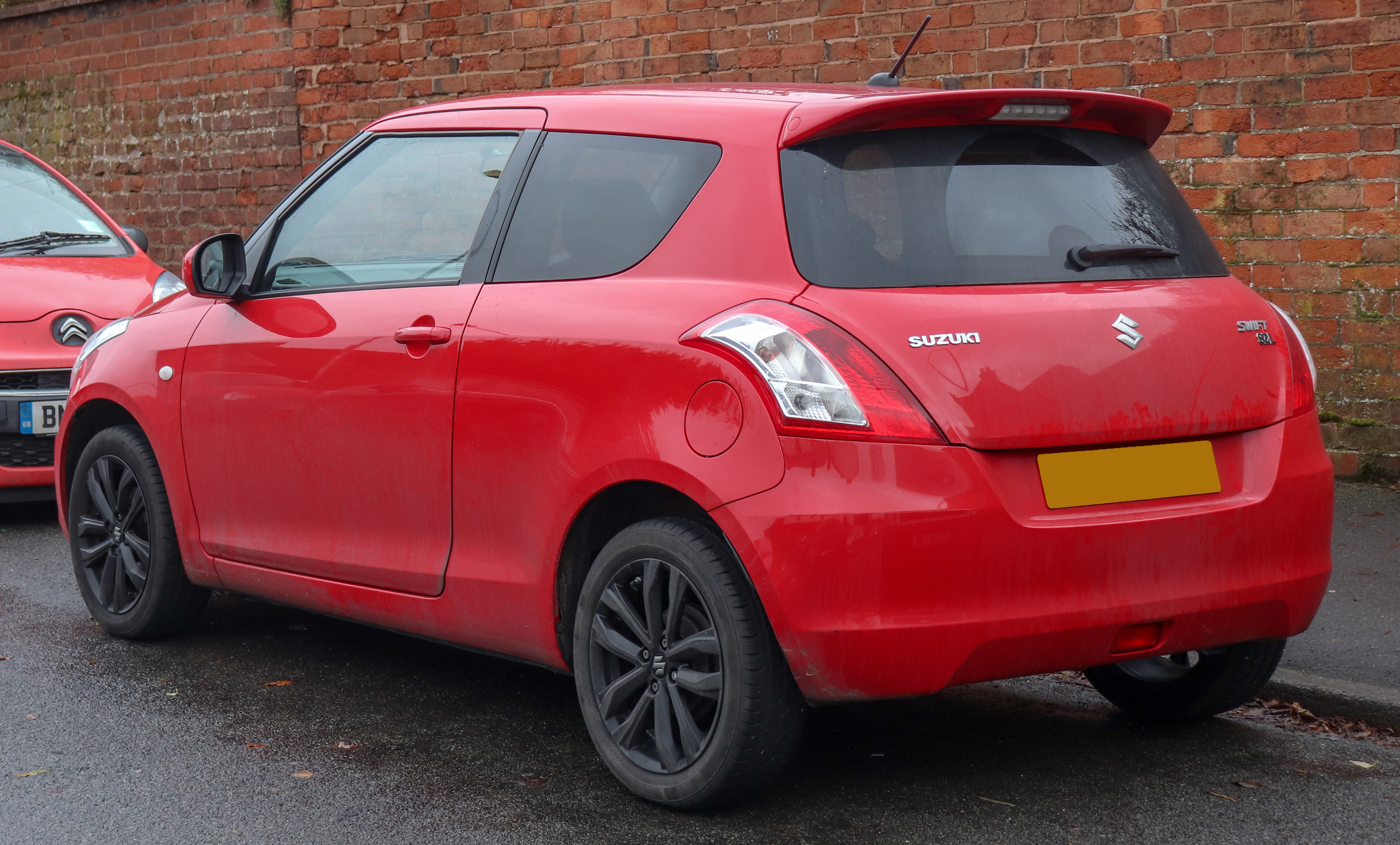
Suzuki Swift V po liftingu – tył

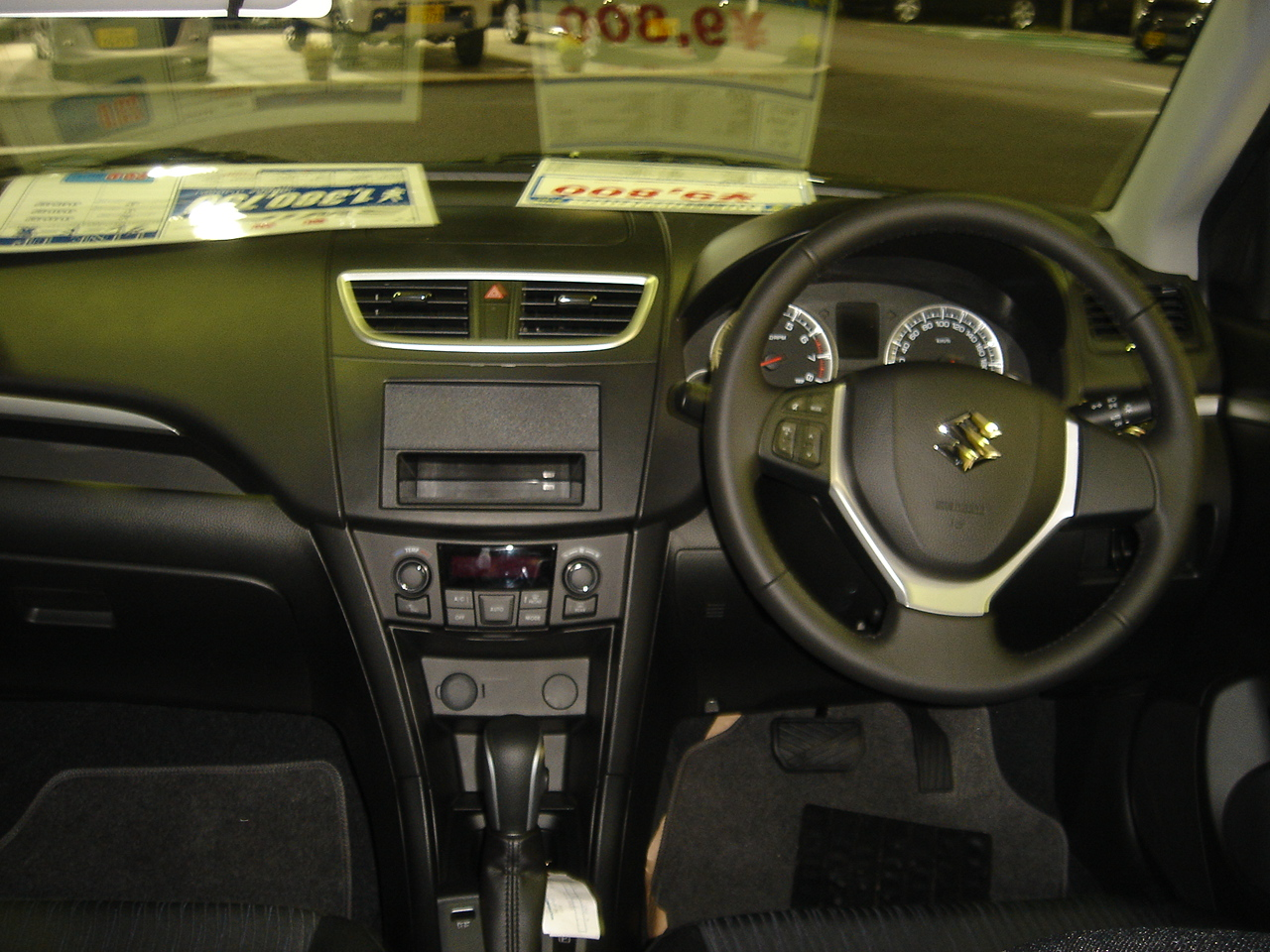
Wnętrze

## Szósta generacja
Suzuki Swift VI został zaprezentowany w 2017 roku.

### Historia i opis modelu
W tej generacji w porównaniu z poprzednimi zaszły duże zmiany zarówno stylistyczne, jak i silnikowe. Jest to kontynuacja linii nadwozia znanej z dwóch poprzednich generacji. Wprowadzono do nadwozia takie elementy, jak nowa atrapa chłodnicy, tylne klamki znajdujące się obok tylnych szyb oraz lekko zmodyfikowane lampy. Wnętrze pojazdu również uległo zmianom stylistycznym. Do gamy silnikowej wprowadzono zupełnie nowe silniki Boosterjet i Dualjet.
W połowie 2020 roku samochód przeszedł face lifting. Zmieniono m.in. przednią atrapę chłodnicy, wprowadzono nowe wzory felg, paletę lakierów nadwozia, wprowadzono nowe systemy bezpieczeństwa. Zmiany objęły także wersję hybrydową, w której m.in. ponad trzykrotnie podniesiono pojemność akumulatora. Zmodernizowano także podstawowy silnik 1.2 DualJet.

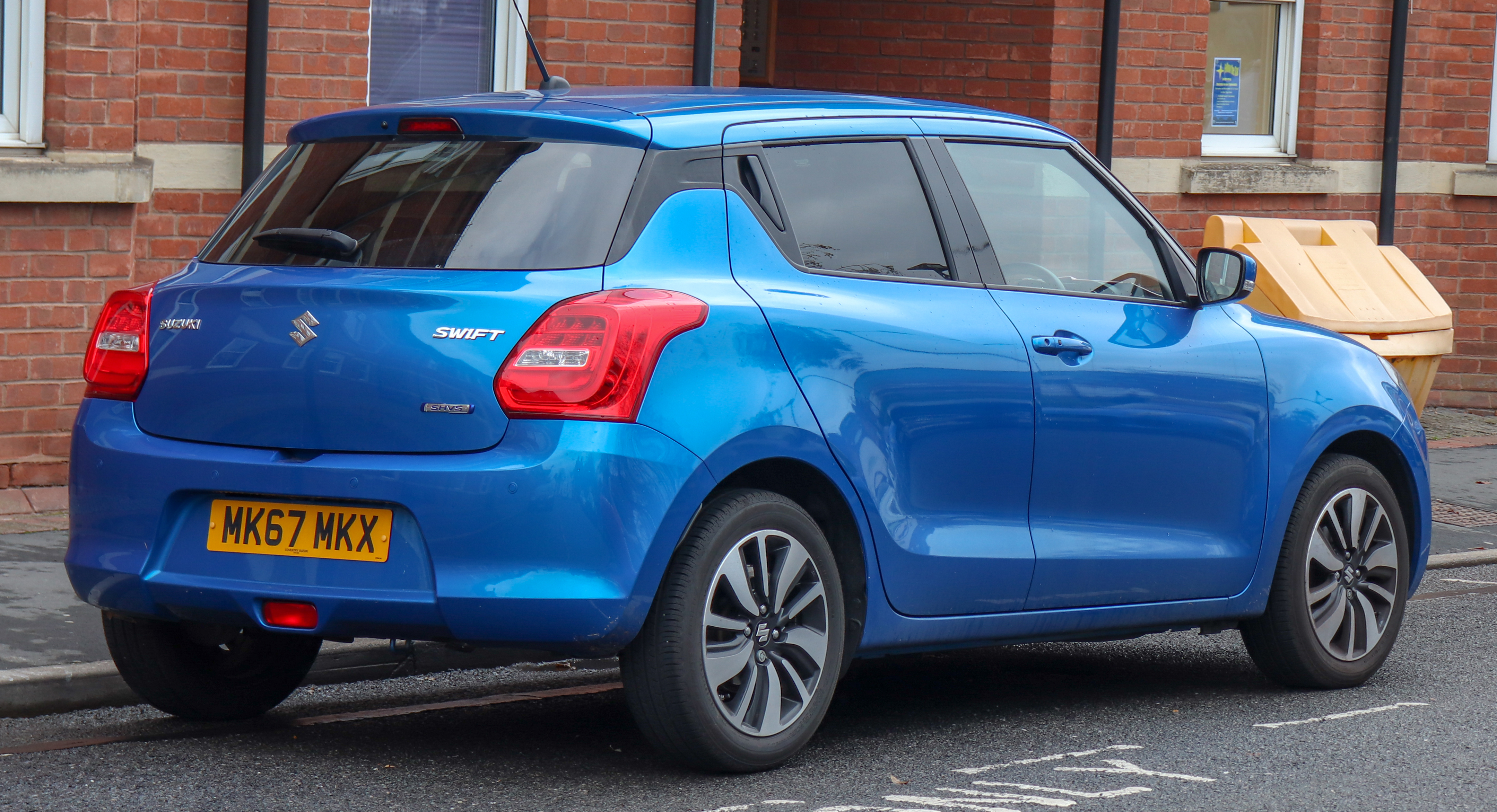
Suzuki Swift VI przed liftingiem - tył

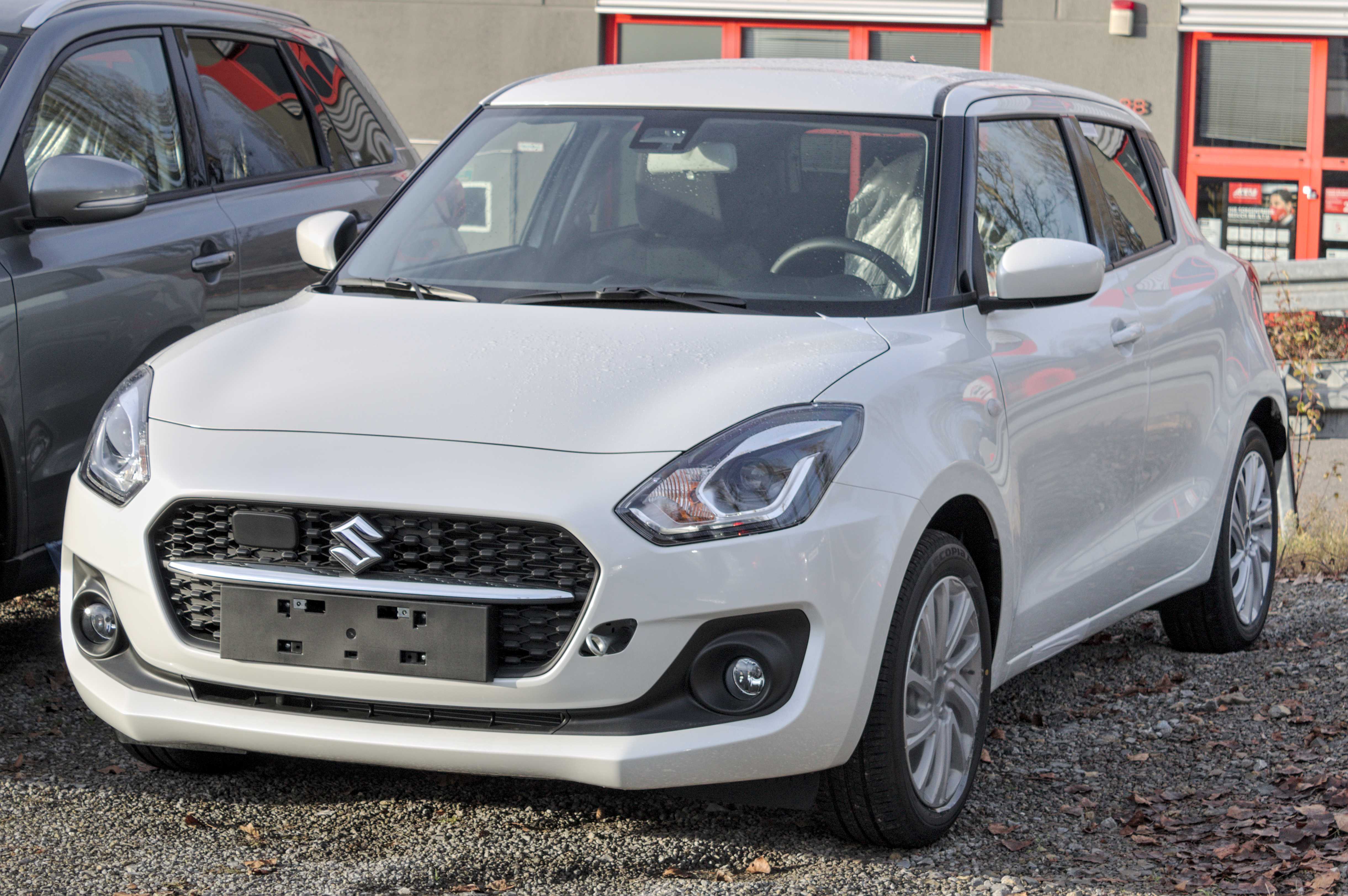
Suzuki Swift VI po liftingu

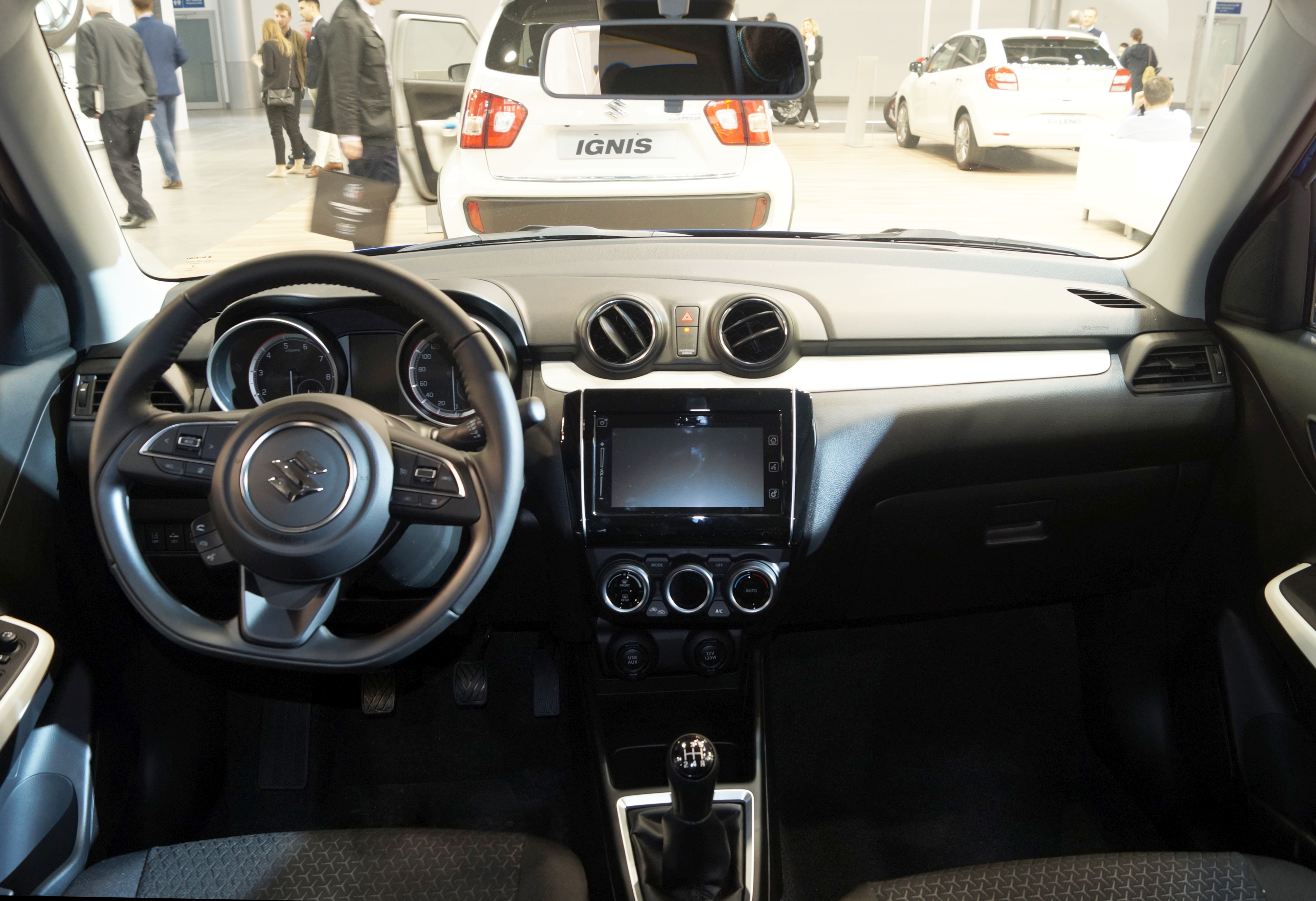
Suzuki Swift VI przed liftingiem - wnętrze

### Swift Sport
Na rynku razem ze standardową odmianą modelu oferowana jest także wersja sportowa. Swift Sport charakteryzuje się przede wszystkim mocniejszym silnikiem benzynowym. Jednostka o pojemności 1,4 litra jest turbodoładowana, natomiast od 2020 roku dodatkowo hybrydowa. Motor spalinowy wspomagany jest przez silnik elektryczny, natomiast instalacja elektryczna pojazdu pracuje pod napięciem 48V. Swift Sport jest niższy oraz szerszy od standardowego modelu.

## Siódma generacja
Suzuki Swift VII został zaprezentowany pod koniec 2023 roku.

### Historia i opis modelu
Kilka tygodni przed oficjalną premierą samochodu zaprezentowano jego prototyp. Ma on nieco większe wymiary od poprzednika. Nowa generacja modelu jest dostępna w odmianie hybrydowej. Samochód posiada w odróżnieniu do poprzednika bardziej zaokrągloną maskę opierającą się na błotnikach. Współczynnik oporu powietrza jest o 4,6% większy od poprzednika. Auto trafiło do sprzedaży w drugim kwartale 2024 roku. 

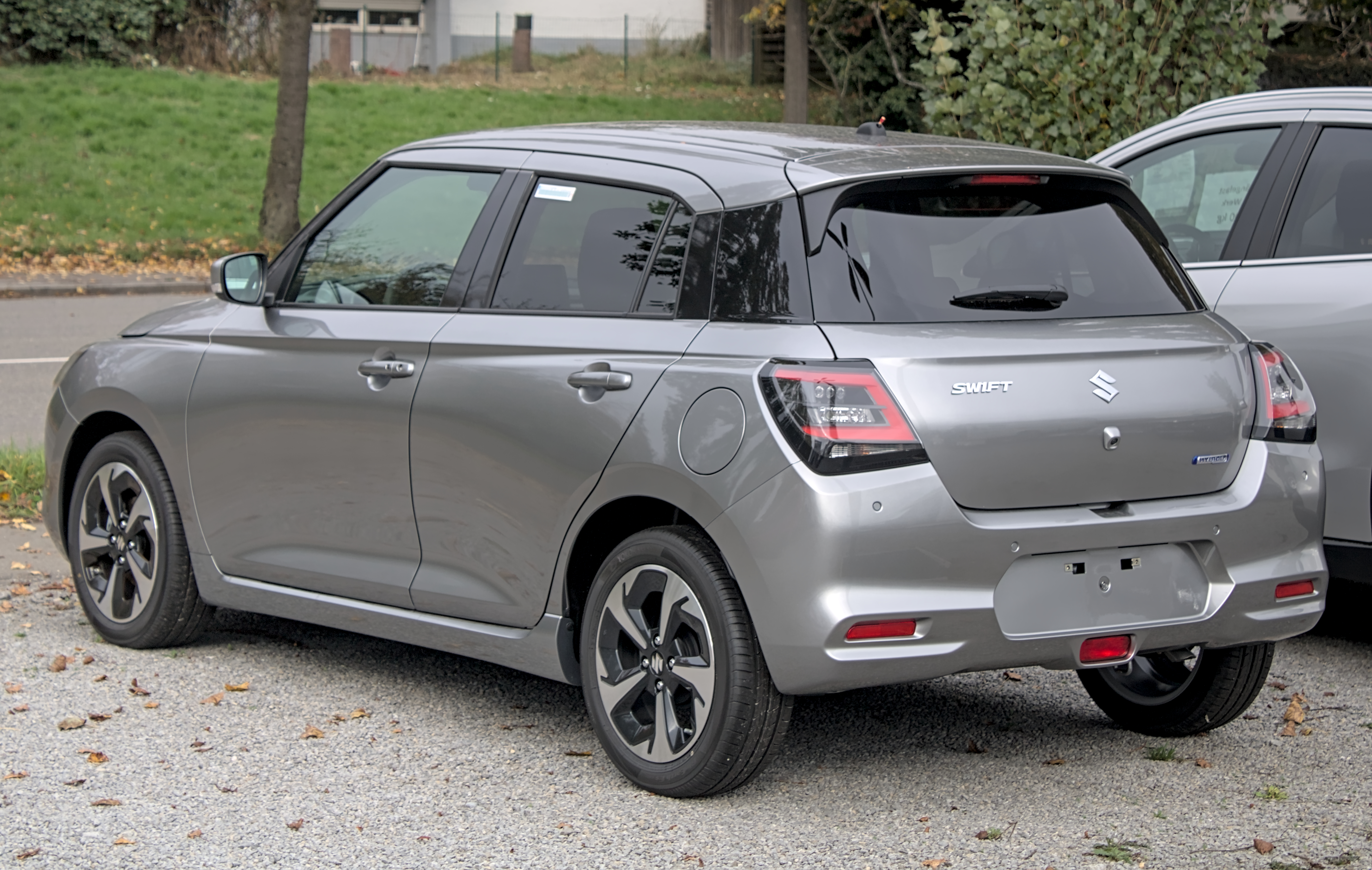
Suzuki Swift VII - tył

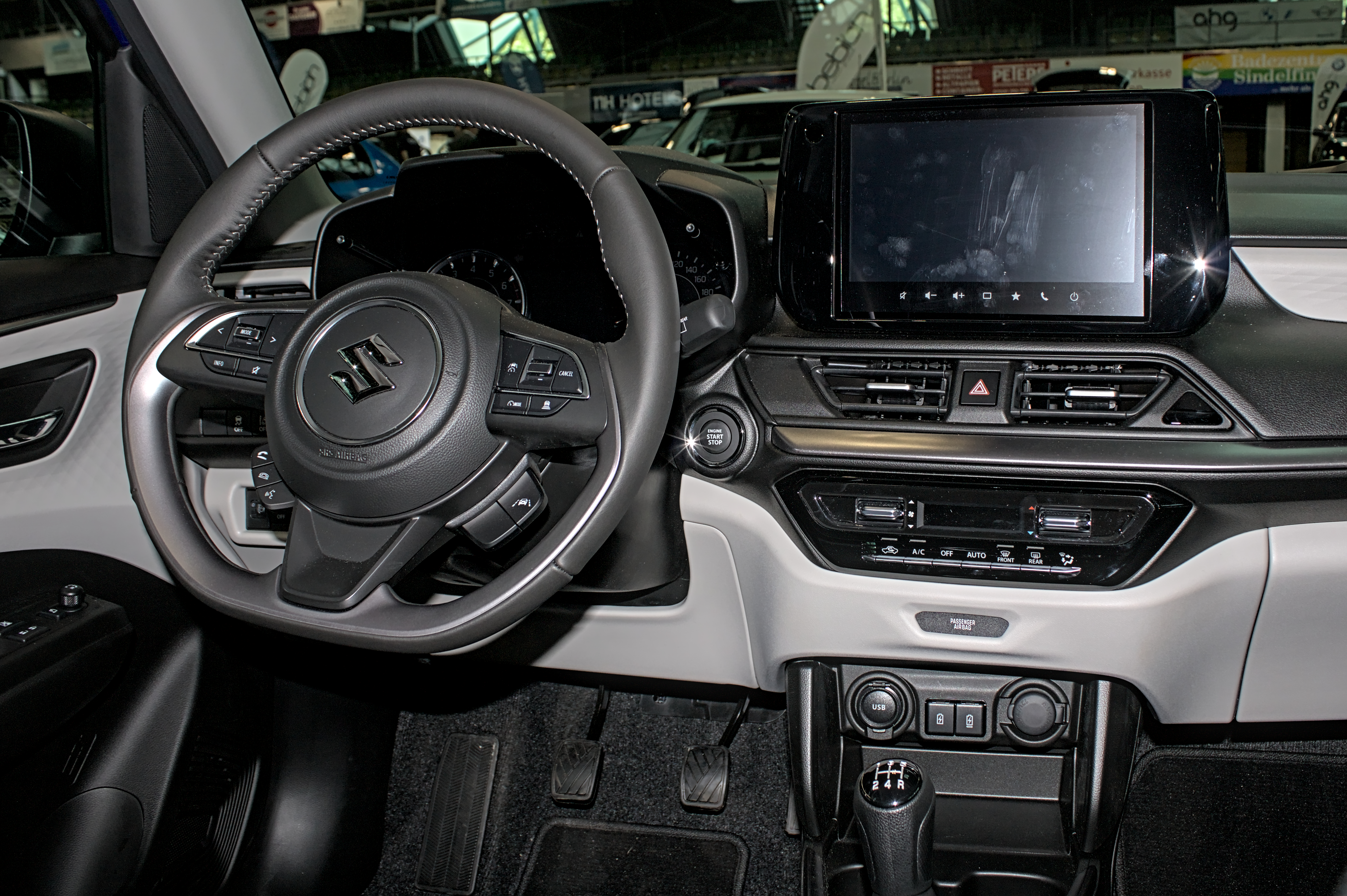
Wnętrze

## Inne odmiany

### Suzuki Swift (Suzuki Ignis)
Pod nazwą Swift oferowano w Japonii oprócz "zwykłego" modelu odmianę znaną w Europie jako Suzuki Ignis pierwszej generacji. Różniła się inną paletą silników oraz lekko zmienionym wyglądem przodu i wnętrza.

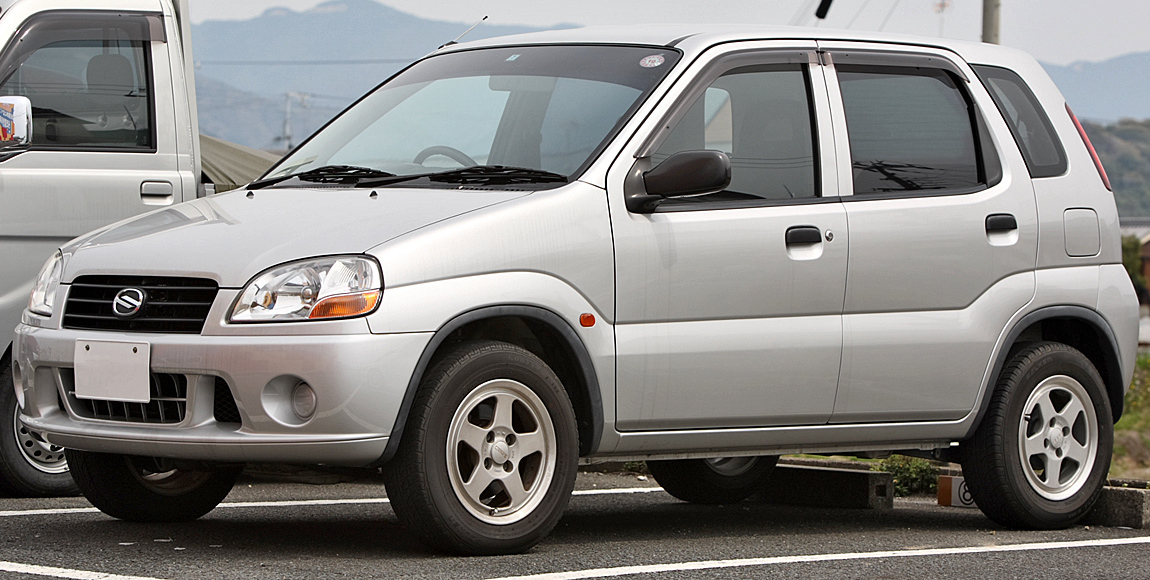
Japoński Suzuki Swift

### Suzuki Swift+ (Chevrolet Aveo/Daewoo Kalos)
Od 2002 roku na kanadyjskich rynkach w dwóch kolejnych generacjach oferowany jest Suzuki Swift+ – bliźniacza odmiana koreańskiego Chevroleta Aveo/Daewoo Kalos. Pierwsza generacja oferowana była w latach 2002 – 2008. Obecna druga generacja oferowana jest od stycznia 2008 roku, model nie ma nic wspólnego z japońskim Suzuki Swift.

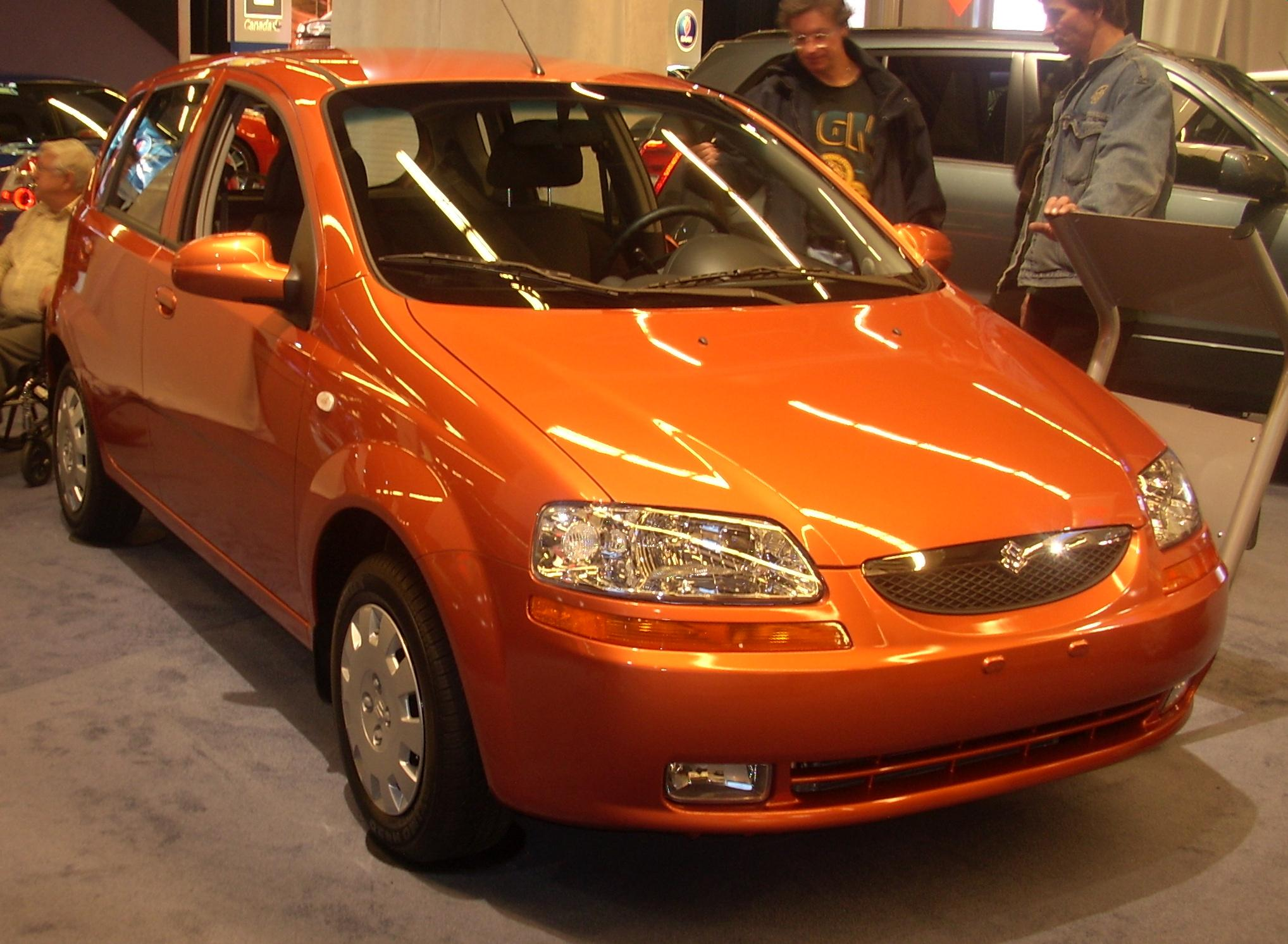
Kanadyjski Suzuki Swift+ I

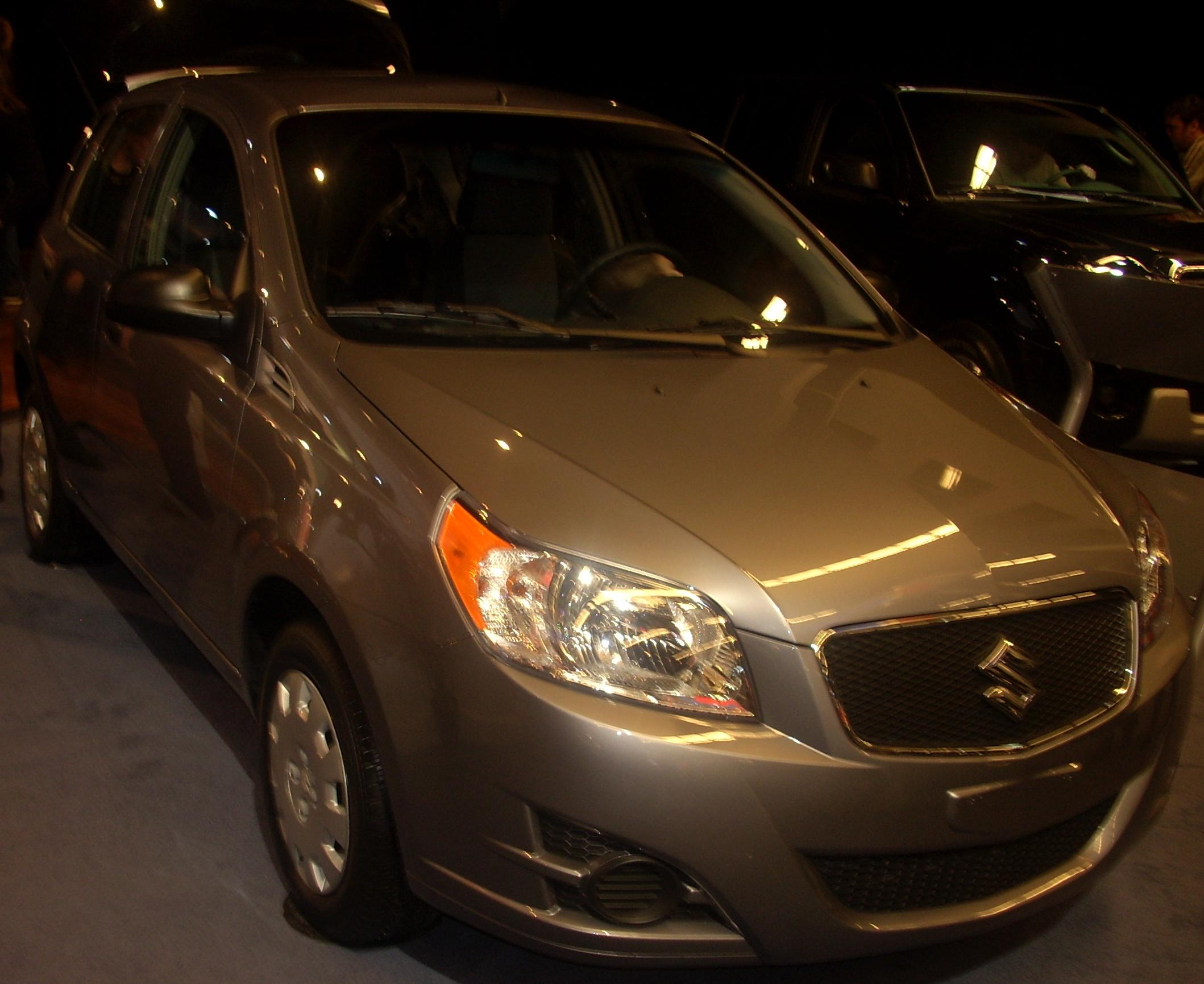
Kanadyjski Suzuki Swift+ II